# عبد السلام مقبول
عبد السلام مقبول (1952 - 12 يونيو 2021)، رسام كاريكاتير كويتي.

## عنه
ولد عبد السلام مقبول أحمد الهادي، في قرية المقوع شمال مدينة الأحمدي في الكويت، وعمل رسامًا للكاريكاتير على الصفحة الأخيرة في الصحف الكويتية التالية على التوالي: «الوطن»، السياسية، القبس، وجريدة الأنباء، وهو حاصل على العديد من الجوائز العالمية والعربية والمحلية وشهادات التقدير لأعماله الإبداعية في الكاريكاتير والفن التشكيلي وتصميم الشعارات والبوسترات والديكورات المسرحية والتلفزيونية والكتابات الصحافية.

## أسرته
لديه أربعة أبناء، وهم: الفنانة «هيا عبد السلام» (ممثلة ومخرجة) و«لولوة» (مخرجة) و«ناصر» و«فيصل».

## وفاته
توفي يوم السبت 12 يونيو 2021 ميلاديًّا، الموافق 2 ذو القعدة 1442 هجريًّا، عن عمر ناهز 69 عامًا.